# Nomingia
Nomingia ("z oblasti Nomingiin") je potenciálně nepletný rod teropodního dinosaura z čeledi Caenagnathidae. Tento dinosaurus žil v období pozdní křídy na území dnešního Mongolska (lokalita Bugin Tsav v geologickém souvrství Nemegt, poušť Gobi). Byl popsán podle nekompletní kostry paleontologem Rinchenem Barsboldem a jeho týmem v roce 2000. Podle odborné práce z roku 2021 se může jednat o mladší synonymum rodu Elmisaurus.

## Popis
Unikátním znakem je splynutí posledních obratlů na ocasní části kostry, vytvářející útvar, známý u ptáků jako pygostyl. Je možné, že na takto zkrácený ocas nasedal pestrý pernatý vějíř, podobně jako tomu bylo u čínského rodu Caudipteryx. Tento morfologický útvar byl před objevem Nomingie znám pouze u ptáků. Jde tedy o další potvrzení příbuznosti obou skupin. Stejně jako příbuzný rod Chirostenotes, N. gobiensis byl poměrně malý až středně velký teropod se zobákovitými čelistmi a zřejmě také výrazným hřebenem na lebce. Patřil velmi pravděpodobně k populárním opeřeným dinosaurům. Při délce 1,5 až 1,7 metru vážil tento dinosaurus asi 20 kilogramů.